# 拉丁语发音
古典拉丁语的日常口语已经消亡，所以本条目所述拉丁语发音实际是今日诵读拉丁文文獻材料时的发音。
拉丁语发音大致分为古典式、教会式、通用式三种风格；古典式大多指重構的罗马共和末期（西元前一世紀）發音，重構的根据包括古羅馬語法學家（如昆提利安）的著作或與同時代語言的比较（如通用希臘語）；教会式是現代梵蒂冈或天主教會的发音（拉丁语仍然是梵蒂冈的官方语言）；通用式是對不同国家與不同学術領域多種歧異發音的統稱。為了系統化的說明，本條目以古典式為主，並分節敘述其餘兩者與古典式的不同。

## 元音
以下的說明，以公元前一世紀左右的發音和拼寫為準：

### 單元音
| 古代拼寫（現代拼寫） 國際音標 | 前       | 央       | 央      | 後       |
| ----------------------------- | -------- | -------- | ------- | -------- |
| 閉                            | (ī) /iː/ |          |         | (ū) /uː/ |
| 次閉                          | (i) /ɪ/  |          |         | (u) /ʊ/  |
| 中                            | (ē) /eː/ |          |         | (ō) /oː/ |
| 半開                          | (e) /ɛ/  |          |         | (o) /ɔ/  |
| 開                            |          | (ā) /aː/ | (a) /a/ |          |

拉丁语的單元音有长短之分；一般來說，(a)/a/ 以外，短元音的舌位都比對應長元音的偏下，嘴巴也開的比較大。
另外，拉丁字母(y)表示的/y/，都是音譯自通用希臘語（或更早的古希腊语）的()，並非本土發音，所以上表並沒有列入；甚至這些(y)會被非正式地拼寫成(u)，如來自於通用希臘語  /krypˈte/「墓穴」的  /ˈkryp.ta/，在共和時期的碑文上寫成  。
| 元音     | 汉语                                             | 汉语                                             | 美式英語                            |
| 元音     | 汉语拼音                                         | 注音符號                                         | 美式英語                            |
| -------- | ------------------------------------------------ | ------------------------------------------------ | ----------------------------------- |
| (a) /a/  | a                                                | ㄚ                                               | 無精確對應 ( /ɑ/ 舌位過於偏後)      |
| (e) /ɛ/  | ê                                                | ㄝ                                               |                                     |
| (ē) /eː/ | 無精確對應 （因 ㄟ、 ei /eɪ̯/ 後面滑向 /ɪ/）      | 無精確對應 （因 ㄟ、 ei /eɪ̯/ 後面滑向 /ɪ/）      | 無精確對應 （因 /eɪ̯/ 後面滑向 /ɪ/） |
| (i) /ɪ/  | 無精確對應 (i、ㄧ/i/ 舌位過高)                   | 無精確對應 (i、ㄧ/i/ 舌位過高)                   |                                     |
| (ī) /iː/ | i (拉長)                                         | ㄧ (拉長)                                        |                                     |
| (o) /ɔ/  | o                                                | ㄛ                                               | (縮短)                              |
| (ō) /oː/ | 某些情況的o、ㄛ，如 「窩」(wō, ㄨㄛ)，注意要拉長 | 某些情況的o、ㄛ，如 「窩」(wō, ㄨㄛ)，注意要拉長 |                                     |
| (u) /ʊ/  | 無精確對應 (u、ㄨ/u/ 舌位過高)                   | 無精確對應 (u、ㄨ/u/ 舌位過高)                   |                                     |
| (ū) /uː/ | u(拉長)                                          | ㄨ(拉長)                                         |                                     |
| (y) /y/  | ü                                                | ㄩ                                               | 無相近發音                          |
| (ý) /yː/ | ü(拉長)                                          | ㄩ(拉長)                                         | 無相近發音                          |

### 長元音的表示
雖然现代拼寫統一采用長音符號來表示長元音（如ā、ē、ī、ō、ū），但最早的古拉丁語(公元前二世前)完全沒有注意到長短如何表示的問題。之後在作家阿基乌斯（前170年—前86年）的影響下，拉丁文開始用雙字母來標示長元音（這很有可能是模仿奧斯坎字母的拼寫習慣），如 pāstōrēs （pāstor 「牧羊人」的主格複數） 被拼為 ；但從來沒有   或  的紀錄（可能是因為奧斯坎字母沒有）。其中， 表示現代拼寫 ū 的習慣，甚至延續到公元前75年之後（特別是第四變格的名詞的單數属格如 lacūs 「水池」 被寫為 ）。
但公元前75年以後（共和晚期），羅馬人開始在  上標註尖音符來表示長元音（也就是 ），實際上的寫法如下圖般多變：
至於長音/iː/，阿基乌斯推薦以拼寫（因為此時原來的發音/ɛi̯/已經演變成/iː/），這個習慣保留到了帝國時期；但稍早從苏拉當政的時代（公元前80年左右）開始，羅馬人也採用拉高的  （, 「長i」）表示長音/iː/，如下圖碑文（公元1~2世紀）第三行的 órnámentIs：
統一起見，本條目以尖音符搭配 標註長元音，並輔以現代拼寫。雖然现代偶爾使用短音符來強調短元音（如ă、ĕ、ĭ、ŏ、ŭ），但表示上並非必須，因此本條目為求簡潔也不標示短音符。

### 雙元音
| 拼寫 | 發音 | 汉语對應                  | 美式英语對應 |
| ---- | ---- | ------------------------- | ------------ |
| (ae) | /aɪ̯/ | ai、ㄞ                    |              |
| (au) | /aʊ̯/ | 與 ao、ㄠ /ɑʊ̯/ 相近但不同 |              |
| (oe) | /ɔɪ̯/ | 和o+i 即 ㄛ+ 一 相近      |              |
| (ui) | /ʊ̯ɪ/ | 和u+i 即ㄨ+ 一 相近       | 無直接對應   |
| (eu) | /ɛʊ̯/ | 和ê+u 即ㄝ+ ㄨ 相近       | 無直接對應   |
| (ei) | /ɛɪ/ | 和 ei 即 ㄟ 相近          |              |
| (ou) | /oʊ/ | ou、ㄡ                    |              |

 (ae)拼法最早可以追溯到公元前二世紀左右，但在更早的古拉丁語被拼為 (ai)，且在古希腊语和通用希臘語都被音譯成 /ai̯/，所以能大致確定其讀音為 /aɪ̯/ ；類似的， (au) 被音譯成  /au̯/、 /ao/、/au/，所以讀音應該是/aʊ̯/ 。但需特別注意，陰性名詞的变化字尾 - / - 事實上是來自於古拉丁語的-āī，也就是由兩個長元音合併而成的「假」雙元音。
但  和  在共和國時代末期的鄉村中，逐漸變得像 /eː/ 和 /oː/。 但這個過程在公元3世紀的通俗拉丁語之前似乎仍未完成，某些學者認為這個音變在公元5世紀成為正規發音。
現代為了區別單元音與雙元音，有時會採用分音符（¨）來表示某元音独立发音，如：aloé (aloē)「芦荟」寫為 aloë̄。

## 辅音
以下的說明，以公元前一世紀左右的發音為準：
|           |           | 雙唇音 | 唇齒音 | 齒音/ 齒齦音 | 硬顎音 | 軟顎音 | 軟顎音 | 聲門音 |
| 普通      | 唇音化    | 雙唇音 | 唇齒音 | 齒音/ 齒齦音 | 硬顎音 |        |        | 聲門音 |
| --------- | --------- | ------ | ------ | ------------ | ------ | ------ | ------ | ------ |
| 塞音      | 濁音      | /b/    |        | /d/          |        | /ɡ/    |        |        |
| 塞音      | 清不送气  | /p/    |        | /t/          |        | /k/1   | /kʷ/3  |        |
| 塞音      | 清送气    | /pʰ/   |        | /tʰ/         |        | /kʰ/   |        |        |
| 擦音      | 濁音      |        |        | /z/          |        |        |        |        |
| 擦音      | 清音      |        | /f/    | /s/          |        |        |        | /h/    |
| 鼻音      | 鼻音      | /m/    |        | /n/          |        | /ŋ/2   |        |        |
| 顫音/閃音 | 顫音/閃音 |        |        | /r/          |        |        |        |        |
| 近音      | 近音      |        |        | /l/          | /j/    |        | /w/    |        |
1. 在古拉丁語中，字母  常用來表示  前的 /k/，但後來大多被  所取代。
2. 在軟顎音前被同化為 /ŋ/ ，如  (quīnque) /'kʷiŋkʷe/；類似的，  在  前也可能被同化成/ŋ/。
3. /u/前的/kw/与/k/不形成对立，如equus存在ecus的异体拼写。
4. 约公元前150年，<PH><TH><CH>开始用于拼写希腊语借词。约公元前100年以后，这种拼写也出现在了拉丁语固有词中，如pulcher和lachrima，这种拼写基本发生在/r/或/l/附近。

古典式發音對應表（辅音）
- B : /b/，浊音。如英语obey的b、法语和西语的b、日语ば行辅音、吴语婆被步白的声母b等。
- C : /k/，不送气清音。如普通话轻声以外的g、國語ㄍ、英语sky的k、法语calais的c、西语cabra的c等。
- CH : /kʰ/，送气清音，用來轉寫通用希臘語的()。如普通话k、國語ㄎ、英语can的c、德语k等。
- D : [d]，浊音。如英语feed的d、法语d、西语d、日语だ行辅音、吴语台动定毒的声母d等。
- F : [f]。如普通话等的f、國語ㄈ。
- G : [g]，浊音。如英语dog的g、法语gauche的g、西语gasto的g、日语が行辅音的非鼻浊音、吴语中浊音声母g等。在N前读软腭鼻音ng、國語ㄥ的尾音，例如AGNVS['aŋnus]。
- H : [h]。如英语、德语的h，日语はい的辅音，粤语、吴语、闽南语、客家话等的声母h，为呼气音。类似于普通话的h/ㄏ，但不同。
- I : 作辅音时，为[j]，如英语yes的y。
- K : [k]，同C。
- L : [l]。如英语l的读法。不在词尾时，亦如普通话等的l、國語ㄌ。
- M : [m]。如普通话等的m、國語ㄇ。在词末不闭口而使之前的元音鼻化，如法语一般。
- N : [n]。如普通话等的n、國語ㄋ。在g之前读软腭鼻音ng。
- P : [p]，不送气清音。如普通话轻声以外的b、國語ㄅ、英语speak的p、法语和西语的p等。
- PH : [pʰ]，送气清音，用來轉寫通用希臘語的()。如普通话p、國語ㄆ、英语point的p、德语p等。
- QV : [kʷ]，不送气。圆唇的C，类似英语square的qu、粤语广州话“广(gwong)”“瓜(gwaa)”的声母gw。在i e前颚化为[kᶣ]。
- R,RH : [r]，颤音。如意大利语的r、西班牙语的rr、俄语的р等。
- S : [s]。如普通话的s、國語ㄙ、英语sea的s等。
- T : [t]，不送气清音。如普通话轻声以外的d、國語ㄉ、英语step的t、法语te的t、西班牙语tabla的t等。
- TH : [tʰ]，送气清音，用來轉寫通用希臘語的()。如普通话t、國語ㄊ、英语toy的t、德语Tasche的t等。
- V : 作辅音时，为[w]。如英语west的w。
- X : [ks]。同CS。如英语six的x。
- Z : [z]，用來轉寫通用希臘語的()。

两个连续辅音读成双辅音或长辅音，例如ANNVS /an:us/。

## 重音
拉丁语單词的重音位置，與音節的長短息息相相關。

### 音節的劃分
拉丁語單字有幾個元音，就有幾個音节；單字劃分成音節時有以下的規律：
- 除了双元音，相鄰的元音字母要劃分開來。如（dea）「女神」要劃分成。
- 若某辅音字母夾在兩元音中間，則劃分給後面的音節。如（amīcus）「友善的」要劃分成（a-mī-cus）
- 若兩元音間不只一個辅音字母，除了最後一個辅音字母以外，都劃分給前面的音節。如（cōnsūmptus）「已被消耗的」要劃分成（cōn-sūmp-tus）

但注意在音節的畫分上：
- 塞音字母＋ 流音字母（被稱為「雅典縮短」）
- 源於古希腊语的送氣音
- （qu）

通常被視為單一辅音字母來劃分音節，如
- 「完成」（patrāre）要劃分成（pa-trā-re）
- 「建築師」（architectus）要劃分成（ar-chi-tec-tus），這個字事實上直接源自古希腊语「主建造者」。
- 「話多的」（loquāx）要劃分成（lo-quāx）

### 音節的長短
所謂的長音節意思是：
- 天然為長的音節：內含長元音或雙元音的音節。
- 憑藉位置為長的音節：內含短元音且以辅音結尾的音節。

除以上二種情況，其他音節都是短音節。

### 重音規則
- 單音節的單字沒有重音。
- 雙音節的單字，重音落在首音節。
- 三音節或三個以上音節的單字，若倒數第二音節為長，則重音落在倒數第二音節；否則落在倒數第三音節。

關於非中文的音節術語，可以參考音節術語一節。

## 教会式发音

### 元音
单元音：Y读[i]，即与 I 相同。
双元音：AE 与 OE 均读为 [e:]，即同长音E。

### 辅音
- C在AE、OE、E、I、Y前读软音[tʃ]，如英语church的ch或意大利语ciao的ci。
- G在AE、OE、E、I、Y前读软音[dʒ]，如英语object的j或意大利语buongiorno的gi。
- H：除了在MIHI和NIHIL中读[k]（同C），其余一律不发音。然而，视地方差异，也有些地方依然全发音。
- S在元音间读浊音[z]。
- SC在AE、OE、E、I、Y前读[ʃ]，如英语shy的sh、法语chaud的ch或意大利语scia的sci。
- TI：若前非S、X、T且后跟元音，读[tsi]。
- V：若在NG/Q/S和元音之间，仍读[w]。作元音时，读[u]。其馀皆读[v]。然而，与古典拼写不同，只在读[v]时拼成V，读[u]或[w]时则拼作U。
- TH同T。
- PH同F。
- CH同K。
- GN读硬颚鼻音[ɲ]，如法语agneau的gn、葡萄牙语NH、西班牙语Ñ、意大利语signora的gn。
- X：读[ks]。其中的S音可与在AE、OE、E、I、Y前软化的C合成[ʃ]（遵循SC的规律），如EXCELSIS /ekʃelsis/。在特定词末及某些长元音前读[gz]，如REX /regz/。

## 通用式发音
通用式大体上参照教会式并受各自母语影响，其中欧洲大陆的植物学界内部较为统一（基本上是教会式），并影响到其他国家的植物学界（包括英国、美国和东亚的中国和日本），而英美的法律界和微生物界多用拉丁借词和习语，鲜有长篇大论，故更偏好按英语的读音规则拼读，比如将Caesar（凯撒）读成 [ˈsi:zə]，这种风格藉助英语而影响颇大。
通用式是拉丁语在罗马帝国灭亡后，在欧洲各国通用的发音风格。具体又分德语式、法语式和意大利语式，分别模仿三种语文的拼读规则。区别主要表现在字母 C 和 G 在前元音（front vowel）前是否发软音，以及如何发音。以 C 的发音为例：
- 德式：CA、CO、CU 读 [kʰa]、[kʰo]、[kʰu]，而 CE、CI 读舌尖清塞擦音 [tsʰe]、[tsʰi]（皆送气）。
- 法式：CA、CO、CU 读[ka]、[ko]、[ku]，而 CE、CI 读舌尖清擦音 [se]、[si]。
- 意式：CA、CO、CU 读[ka]、[ko]、[ku]，而 CE、CI 读舌叶清塞擦音 [tʃe]、[tʃi]。

G的情况不太一样：德式不发软音，只发硬音（不送气）；法式为舌叶浊擦音[ʒ]；意式发舌叶浊塞擦音[dʒ]。
此外，S在古典音（仿古式）中永远发清音，在通用式中，按所在国本国语言的规則来读（比如在德国，因为德语的 s 在元音前永远发浊音，所以德国式的拉丁语读法也遵照此规則，在法语里， 在元音间读浊音，故此读拉丁文亦加遵照。）。

## 参看
- 拉丁语语法

### 引用
1. ↑  Allen, W. Sidney. . Cambridge University Press. 1978. ISBN 978-0521379366.
2. ↑  Attested by Varro, De lingua Latina, book VII
3. ↑  Clackson & Horrocks, pp. 273-274
4. ↑  Allen, W. Sidney. . Cambridge University Press. 1978. ISBN 978-0521379366.
5. ↑  Wheelock, Frederic M. . 由張, 卜天翻译. 世界图书出版公司. 2009: 54–55. ISBN 9787506293105.

## 外部連結
- http://la.raycui.com/ （页面存档备份，存于）: Classical and ecclesiastical Latin pronunciation with audio examples
- . . 1910  [2010-11-18]. （原始内容存档于2020-02-11）.
- Lord, Frances Ellen. . Gutenberg Project. 2007 [1894]  [2010-11-18]. （原始内容存档于2007-09-27）.